# 弁護士探偵物語シリーズ
『弁護士探偵物語シリーズ』（べんごしたんていものがたりシリーズ）は、法坂一広による日本の推理小説、ミステリー小説のシリーズ。

## 概要
- シリーズ第1弾の『弁護士探偵物語・天使の分け前』は第10回『このミステリーがすごい!』大賞の大賞受賞作[1]。

## ストーリー概要
福岡を舞台のハードボイルドな酔いどれ弁護士が主人公の正統派法曹ミステリーのシリーズ。

## シリーズ一覧
- 弁護士探偵物語・天使の分け前（2012年1月 宝島社 / 2013年1月 宝島社文庫）
- 弁護士探偵物語・完全黙秘の女（2012年12月 宝島社）
  - 逆転尋問 弁護士探偵の反撃（2015年6月 宝島社文庫）

## 各話ストーリー
弁護士探偵物語・天使の分け前
母子殺害事件の裁判のあり方をめぐって司法と検察に真っ向から異を唱えたことで、弁護士の「私」は懲戒処分を受ける。復帰して間もなく、事件で妻子を奪われた男が主人公の前に現れ、再び、違和感を抱えていた事件に挑むことになるが。
弁護士探偵物語・完全黙秘の女
弁護士の「私」は、新米女性弁護士と共に、被疑者国選弁護人選任の依頼があった傷害罪で逮捕勾留されている女性に接見に来た。しかし、この女性は当初から完全黙秘を貫いている。事件に興味を抱き過去のある事件に注目するが。

## 主な登場人物
私
口が悪く皮肉な現職弁護士。懲戒処分になったり警察に拘留されたり、何度も危険な目に遭いながらも事件の真相を追う。